# بنیاد ملی علوم طبیعی چین
بنیاد ملی علوم طبیعی چین (به انگلیسی: National Natural Science Foundation of China) مشهور به NSFC، یک سازمان دولتی در چین است که در مدیریت صندوق علوم طبیعی چین نقش اساسی دارد.

## پیشینه
این سازمان در 1364 شمسی (فوریه 1986) با تصویب دولت ایجاد شد. این سازمان از تحقیقات بنیادی و کاربردی حمایت می‌کند.
بودجه همکاری‌های بین‌المللی این سازمان از 3 میلیون یوان در سال 1978 به 82 میلیون یوان در سال 2008 افزایش پیدا کرده‌است. این سازمان یک سناریو سرمایه‌گذاری را شکل داده است که شامل چهار دسته پروژه و سه سرمایه‌گذاری ویژه می‌شود: پروژه‌های تحقیقات مشترک، برگزاری کنفرانس‌های بین‌المللی و منطقه‌ای در خارج از کشور و همچنین در داخل کشور چین، پروژه‌های تحقیقاتی مشترک بزرگ، یک بودجه برای محققان چینی که برای دوره کوتاه کاری یا کنفرانس ها(شامل پروژه‌های دو طرفه) از خارج به کشور بر می گردند، یک بودجه مشترک میان بنیاد ملی علوم طبیعی و وزارتخانه کمک‌های تحقیقاتی هونگ کونگ و یک بودجه برای همکاری‌های تحقیقاتی بین‌المللی آزمایشگاه‌هایی که حالت کلیدی دارند.